# Радован Сільєвскі
Радован Сільєвскі (17 липня 1986) — сербський плавець.
Учасник Олімпійських Ігор 2008, 2012 років.